# Convento de Santa Catalina de Siena (San Cristóbal de La Laguna)
El convento o monasterio de Santa Catalina de Siena está situado en San Cristóbal de La Laguna, ciudad de la isla de Tenerife en la Comunidad Autónoma de las Islas Canarias (España). 
Fue declarado Bien de Interés Cultural, con categoría de Monumento, en 2013.

## Características
El edificio se encuentra en pleno centro de la ciudad junto a la Plaza del Adelantado y es conocido porque en su interior se conserva el cuerpo incorrupto de María de León Bello y Delgado, llamada popularmente "La Siervita". El convento está custodiado por monjas de clausura de la Orden de Predicadores (Dominicas).

## Historia
Fue fundado en 1606 por Juan de Cabrejas, regidor de la isla de La Palma, y su mujer María de Salas. Para ello habían comprado en el año 1600, las casas donde habitó el conquistador Alonso Fernández de Lugo. El 23 de abril de 1611 se inaugura, ingresando cuatro religiosas procedentes de Sevilla, aunque en años posteriores llegaría a tener hasta cien monjas. Fue un convento muy rico, pero la Desamortización de Mendizábal hizo serios estragos en su patrimonio, que fue uno de los más importantes de las islas.
La fachada de la iglesia está rematada en espadaña, tiene una sola nave, y coros alto y bajo. En la construcción se aprecian influencias mudéjares, como puede verse en los miradores-ajimeces de madera tallada, el tejado revestido de teja árabe en su parte externa y cubierto con un precioso artesonado en el interior. Destacan también las dos puertas de acceso de madera tallada flanqueadas por arcos de cantería.

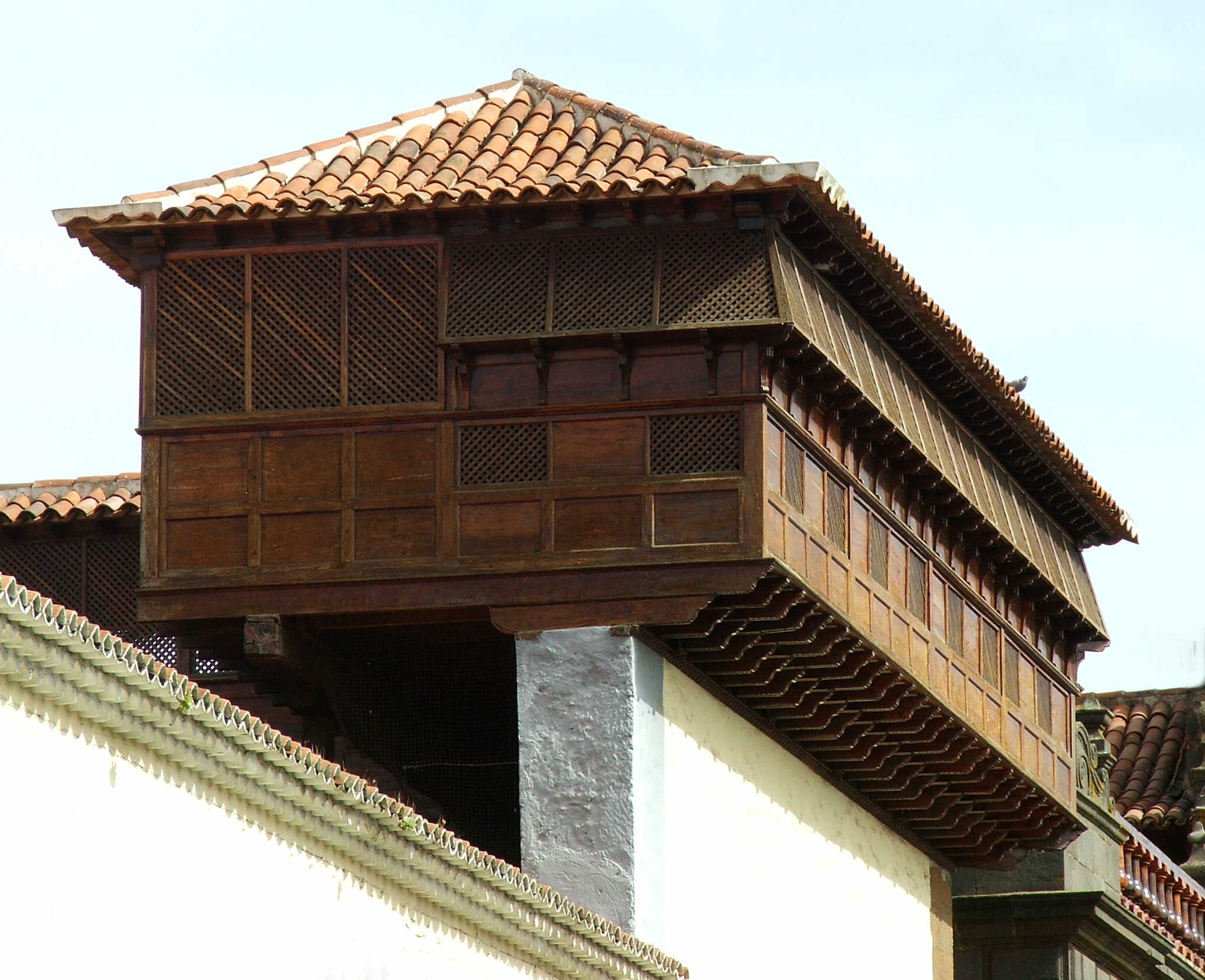
Ajimez del Convento de Santa Catalina de Siena.

En su interior destacan sus retablos y la rejería que separa la zona de clausura y que data del siglo XVII. En la Capilla Mayor se encuentra un gran retablo, ejecutado y dorado entre 1665 y 1667 por Antonio de Orbarán y Antonio Álvarez. El retablo mayor está presidido por la imagen de la Virgen del Rosario en la hornacina central, a la izquierda se halla la imagen de Santo Domingo de Guzmán vestido con la túnica de la Orden de Predicadores y portando en su mano derecha el estandarte de la misma, y al lado derecho se encuentra la imagen de Santa Catalina de Siena también vestida con el hábito dominico, titular del convento. Delante del retablo mayor llama la atención el imponente sagrario de plata repujada.
Los cinco retablos laterales son de distintas épocas, destacando el de la Virgen del Tránsito o Virgen Difunta, procedente del antiguo convento agustino de esta ciudad y el retablo del Sagrado Corazón de Jesús. Notable es también, la talla que representa a Santa Rosa de Lima, que se encuentra en uno de los retablos laterales.
En pintura destaca un lienzo de Cristóbal Hernández de Quintana de la Virgen de Candelaria, patrona de las Islas Canarias, así como varias pinturas del siglo XVIII.

## Sepulcro de La Siervita

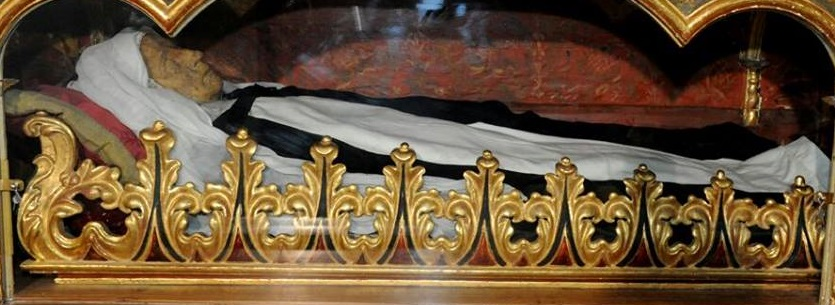
Cuerpo incorrupto de Sor María de Jesús (La Siervita).

Sin duda María de León Bello y Delgado, "La Siervita" como es llamada cariñosamente por el pueblo devoto es el personaje más conocido que habitó en este convento. Su cuerpo incorrupto se conserva en un sarcófago donado por el Capitán Amaro Rodríguez Felipe (llamado el corsario Amaro Pargo) el cual, dada la amistad que sentía por ella y la devoción que le profesaba, tras su muerte, le hizo un sepulcro-retablo en la parte baja del coro del convento, sobre el cual se colocó un lienzo con una de las visiones que de Jesucristo atado a la columna tuvo Santa Teresa de Jesús. Este cuadro fue un obsequio de Miguel Pérez (tío de María de León) a su sobrina, debido a la gran devoción que sentía "La Siervita" por esta santa castellana. Tras la muerte de María este lienzo se colocó en la parte superior de su sarcófago.
De esta religiosa es extraordinario ya no sólo su inexplicable incorruptibilidad sino todos los prodigios y milagros que rodearon su vida, entre los que destacan: estigmas, éxtasis, levitación y bilocación entre otros tantos.
El cuerpo de la religiosa no puede ser visto todos los días del año, en realidad sólo el 15 de febrero (aniversario de su muerte) y el domingo siguiente al día 15. Debido a esto cada año son miles y miles los fieles que se acercan al convento cada 15 de febrero para venerar su cuerpo, para ello, los fieles han de esperar en colas que en ocasiones dan la vuelta a toda la manzana del convento. En la actualidad "La Siervita" está en proceso de beatificación.
En el mismo convento se encuentra el "Museo de la Siervita" donde se hallan cuadros de la monja y objetos personales que había en su celda como una almohada de piedra, restos de la sábana donde fue envuelta cuando murió y demás curiosidades.